# Dilea Frate
Dilea Frate (São Paulo, 1953) é uma jornalista e escritora brasileira. 
Estudou na Escola de Comunicações e Artes da Universidade de São Paulo. É autora de livros infantis recomendados pela Fundação Nacional do Livro Infantil e Juvenil, e suas histórias estão em muitos livros didáticos adotados no ensino fundamental. Um de seus livros, Procura-se Hugo, foi adaptado para o teatro. Além disso, tem histórias publicadas em mais de cem antologias de português para o ensino fundamental e houve traduções de suas obras no exterior. Recebeu o Troféu APCA.
Na televisão, seus trabalhos mais conhecidos são os programas Jô Soares Onze e Meia e o Programa do Jô, nos quais atuou como redatora e diretora. Dirigiu, para o canal GNT, a série de programas Mulher Invisível (1998-2000). Idealizou, dirigiu e roteirizou a série de programas educativos TV Piá. Também dirigiu no Canal Futura a série Crianças do Brasil, em 2014. Em 2015, concluiu o curta-metragem O Mar de Teresa, trabalho experimental baseado no seu livro A menina que carregou o mar nas costas. O filme foi o vencedor da Mostra de Cinema Infantil de Florianópolis em 2015, na categoria jovem.

## Carreira

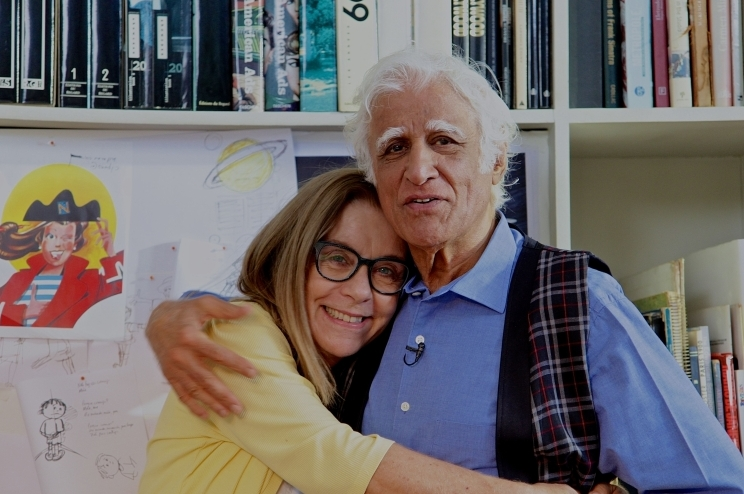
Diléa e Ziraldo, 2015

Formou-se em jornalismo pela faculdade de Jornalismo da Escola de Comunicações e Artes da USP, na década de 1970. Iniciou como estagiária no jornal Diário de São Paulo, onde teve seu primeiro emprego como repórter. Após, trabalhou no jornal O Estado de São Paulo. Em 1977 começou como editora na TV Globo São Paulo, onde trabalhou no Jornal Nacional e no Jornal das Sete. Foi transferida para a TV Globo Rio de Janeiro, mantendo seu cargo de editora do Jornal Nacional. Fez parte das coberturas da visita do Papa João Paulo II ao Brasil em 1980, da Copa do Mundo da Espanha em 1982, das primeiras eleições diretas após o fim do regime militar, das eleições estaduais de 1982 e da doença e morte de Tancredo Neves em 1985.
Foi uma das responsáveis pela criação dos telejornais Bom Dia Rio e Jornal da Globo. Transferiu-se para o SBT em 1987, onde implantou o programa Jô Soares Onze e Meia. Dirigiu e roteirizou o programa Mulher Invisível, na GNT, em 1997. Voltou para a TV Globo em 2000, onde foi roteirista e redatora do Programa do Jô até 2008. Em 2010, tornou-se diretora do programa infantil TV Piá, pela TV Brasil, que foi vencedor do Prêmio ComKids 2013, Júri Infantil.
Em 1994, tornou-se escritora de livros infantis com o livro Procura-se Hugo, que foi transformado em peça de teatro, com músicas de Guilherme Arantes, Walter Franco e Tom Zé. Seu livro seguinte, Histórias para Acordar, foi vencedor do Troféu APCA da Associação Paulista dos Críticos de Arte. Fábulas Tortas foi convertido para braile e adotado pelo Instituto Benjamin Constant no Rio de Janeiro.
Publicou contos em antologias, revistas literárias, revistas femininas (Marie Claire), revistas masculinas (Playboy); fez prefácio de livros, ensaios e participou, como artista plástica, de eventos como o Cowparade (Vacanja) e a Parada de Cabras (cabra-cega), em Nova Friburgo, onde apareceu a chamada cabra-cega.
O livro A menina que carregou o mar nas costas inspirou o curta-metragem O Mar de Teresa, premiado na 14º Mostra de Cinema de Florianópolis em- 2015, como o melhor filme para jovens.

## Livros publicados
- Procura-se Hugo (1994, Ediouro/Nova Fronteira)
- Histórias para acordar (1997, Cia das Letrinhas)
- Fábulas tortas (2007, Cia das Letrinhas)
- Bolhas (2010, Cortez)
- A menina que carregou o mar nas costas (2013, Nova Fronteira)
- Quem contou? (2014, Cia das Letrinhas)
- Piqui e uma aventura além da mata (2015, Nova Fronteira)

## Televisão
- 1988-2000 - Jô Soares Onze e Meia
- 2000-2008 - Programa do Jô
- 1997-1998 - Mulher Invisível
- 2010-2013 - TV Piá
- 2014 - Crianças do Brasil

## Filmografia
- 2000 - Kaká Werá e os índios do Brasil
- 2015 - O mar de Teresa

## Prêmios e nomeações
- Ganhou o Prêmio APCA (Associação Paulista dos Críticos de Arte), por Histórias para Acordar.
- Ganhou o Prêmio Júri Infantil ComKids, por Tv Piá (2013).
- Ganhou o Prêmio TV Brasil 14ª Mostra de Cinema Infantil de Florianópolis, por O mar de Teresa (2015).